# 배트맨: 킬링 조크
《배트맨: 킬링 조크》(영어: Batman: The Killing Joke)는 1988년 DC 코믹스에서 발행된 원샷 그래픽 노블이다. 배트맨과 조커의 이야기를 다루며, 앨런 무어가 집필하고 브라이언 볼런드가 삽화를 그렸다. 《킬링 조크》는 1951년 스토리 아크 "레드 후드를 걸친 남자"(The Man Behind the Red Hood!)의 내용 일부를 각색하여 슈퍼빌런 조커의 기원을 다룬다. 이 작품에서는 플래시백(회상 장면)을 통한 조커의 기원과, 제임스 고든을 미치게 하려는 현재의 조커를 필사적으로 막으려는 배트맨의 이야기가 번갈아가며 나온다.
무어, 볼런드, 히긴스가 해석한 조커의 근원과 심리 상태를 바탕으로 만든 《킬링 조크》는 가정적이지만 실패한 코미디언이 "운수 나쁜 하루"를 겪고 결국 미쳐버린다는 이야기를 전개하며, 조커를 비극적인 인물로 그린 기원 이야기로 유명해졌다. 무어는 배트맨과 조커 사이의 공통점과 차이점을 보여주려고 했다고 말했다. 《킬링 조크》가 배트맨 메인스트림 설정에 끼친 영향으로는 총상에 의한 바바라 고든 (배트걸)의 하반신 마비가 있다. 훗날 바바라는 이 사건으로 인해, DC 유니버스의 슈퍼히어로 집단의 비밀 데이터 브로커이자 슈퍼히어로 팀 버즈 오브 프레이의 리더인 오라클로 거듭난다.
《킬링 조크》는 많은 비평가들에게 완벽한 조커 스토리이자 최고의 배트맨 스토리 중 하나로 평가받았지만, 바바라 고든에 대한 착취적인 대우로 비판받기도 했다. 이 만화는 1989년 "최우수 그래픽 앨범"으로 아이스너 상을 수상했으며 2009년 5월 뉴욕 타임스 베스트 셀러 목록에 올랐다. 2006년 킬링 조크는 트레이드 페이퍼백 DC 유니버스: 앨런 무어의 이야기(DC Universe: Stories of Alan Moore) 중 하나로 재판되었다. 2008년 DC 코믹스는 원본보다 더 침울하고 현실적이며 차분한 느낌으로 볼런드가 재채색한 디럭스 하드커버 에디션을 출판했다. 작품 내의 여러 장면들은 다른 배트맨 작품에 영감을 주었다.

## 배경과 제작
삽화가 브라이언 볼런드는 《웃는 남자》를 보고 자신만의 조커를 만들었다. DC 편집자 딕 지오다노(Dick Giordano)의 주선으로 볼런드는 작가 앨런 무어와 함께 그럴듯한 조커의 배경을 만들었다. 그는 "'내가 지금 좋아하는 작가는 누구고, 어떤 히어로와 빌런을 정말 좋아할까 생각해 봤습니다. 결국 앨런, 배트맨, 조커가 떠오르더라고요."라고 말했다.
조커의 있을 법한 "기원 이야기" 중 하나일 뿐이라는 점이 작중에서 강조되었음에도, 이 이야기는 널리 받아들여져 DC 메인스트림에 채택되었다. 편집자 렌 와인은 출판사에 오랫동안 활약한 캐릭터의 하반신이 마비된다는 설정을 허락받아야 했다. 볼런드 "저지 데스는 거의 조커를 그리기 전의 연습용 작품이었습니다."라고 했다. 그리고 "왓치맨을 끝낼 즈음 앨런은 DC와 사이가 틀어져 있었습니다... 결국 그는 저를 위해서 킬링 조크를 이어나갔습니다."라고 회상했다.
48페이지 분량의 프레스티지 형식 원샷 만화는 제작하는 데 상당한 시간이 걸렸다. 작업에 시간을 많이 쏟고 세심한 것으로 유명했다. 두 사람 모두 1985년에 끝낸 12권의 맥시 시리즈 타이틀 (무어의 왓치맨과 볼런드의 카멜롯 3000)이 지연된 적이 있었다. 볼런드는 DC의 느긋한 자세가 도움이 되었다고 하면서, DC는 "제 속도에 맞춰 줄 준비가 된 것 같았습니다"라고 말했다. 렌 와인은 회사를 떠나자 데니스 오닐이 새 편집자로 교체되었다. 볼런드는 오닐을 두고 "거의 터치하지 않던 사람"이라며, 책에 관한 대화를 나눈 것은 단 한 번으로 기억한다고 말했다.
볼런드는 흑백 플래시백 시퀀스를 구상했고 왓치맨의 채색을 맡은 존 히긴스에게 "은은한 11월 색상"을 주문했다. 볼런드는 완성된 만화를 보고 "지나치게 야하고... 끔찍하게 번쩍이는 보라색과 분홍색... 그리고 《이레이저 헤드》 풍의 주황색으로 범벅이 된 내 소중한 회상 장면"이 들어 있는 완성본을 보고 화를 냈다. 2008년에 출판된 20주년 기념판은 볼런드의 본래 의도대로 새로 채색되었다. 문제는 모든 원화가 수집가들의 손에 들어간지 오래였던 것이었다. 다행스럽게도 DC의 누군가가 채색된 인쇄물을 리버스 엔지니어링하여 컬러판에서 흑백으로 분리하는 방법을 알아냈다. 볼런드는 채색 작업에 이어 포토샵으로 캐릭터의 얼굴 일부도 수정했다.

## 줄거리

임신한 아내와 함께 살던 사고가 나기 이전의 조커

훗날 조커가 되는 이름 모를 한 엔지니어는, 화학 약품 공장 일을 그만 두고 스탠드업 코미디언이 되었지만 잘 풀리지 않는다. 임신한 아내가 있어 절박했던 그는 이전에 다녔던 화학품 공장을 통해 옆에 있는 플레잉 카드 회사를 털기로 한 두 범죄자를 안내하기로 한다. 그는 실행 당일 경찰에게 아내와 뱃속의 아기가 가정 내 사고로 죽었다는 소식을 듣고 공장으로 향하게 된다.슬픔에 빠진 그는 범행 계획을 중단하려고 하나, 두 범죄자는 강제로 참여시킨다.
공장에서 범죄자들은 경비원과 맞딱뜨린다. 이어진 총격전에서 범죄자 2명이 사망하고 엔지니어는 배트맨과 마주친다. 겁을 먹은 그는 화학 약품 공장의 오폐수 갑문으로 뛰어들고, 바깥으로 통하는 파이프를 통해 빠져나간다. 엔지니어는 화학 약품으로 인해 순백색으로 탈색된 피부, 붉게 변한 입술과 초록색으로 염색된 머리카락을 보고 경악한다. 엉망이 된 외형과 가족의 죽음으로 그는 미쳐버리고, 조커로 거듭난다. 조커의 한 대사는 그에게 이 사건에 대한 기억이 없음을 암시한다. "기억이 때론 이런 식이고 때론 저런 식이란 말야... 물론 나야 과거를 가질 거면, 여러 선택지가 있는 편이 좋지!"

화학물질로 오염된 갑문에서 빠져나온 조커

현재로 돌아와서, 배트맨은 기나긴 악연을 끊으려 조커와 대화하기 위해 아캄 정신병원으로 향하나, 그는 이미 탈출해 있었다. 조커는 바바라 고든을 총으로 쏘고 그녀의 아버지인 경찰청장 제임스 고든을 납치한다. 총상으로 바바라는 평생 하반신 불구가 된다. 조커는 운영이 중단된 놀이공원으로 고든을 끌고 가 철창 안에 가두고는 프릭쇼를 벌인다. 조커는 고든에게 총상을 입은 바바라의 나체 사진을 억지로 보여주고는, 그를 프릭쇼의 구경거리로 만들며 조롱한다.
배트맨은 조커의 '초대장'을 받고 나서야 가까스로 고든을 발견한다. 고든은 고문으로 심적외상을 입었으나, 제정신이었고 도덕률도 유지하고 있었다. 그는 배트맨에게 "우리의 방식이 통한다는 것을 보여주기 위해" "원칙대로" 조커를 붙잡아야 한다고 역설한다. 배트맨은 조커의 부비트랩을 피하며 앞으로 나아가고, 그 사이 조커는 자신의 숙적을 설득하려 든다. 세상은 싸울 가치도 없는 하나의 농담이며, 아무리 제정신인 사람도 미치는 데엔 "운수 나쁜 하루"면 충분하다면서.
배트맨은 조커를 제압하며, 고든은 시련을 견뎌냈고 광기에 남겨진 건 오직 너뿐이라고 말한다. 죽음으로 결론이 날 수도 있는 이 기나긴 싸움을 끝내기 위해, 배트맨의 조커를 치료해 주겠다고 제안한다. 조커는 이유를 붙여 거절하고, 그러기엔 너무 늦었다고 이야기한다. 그러면서 정신병원을 탈출하려던 두 수감자와 관련된 농담을 자신의 상황과 엮으며 풀어낸다. 배트맨은 조커의 농담을 듣고 미소를 짓더니, 두 숙적은 이내 떠들썩하게 웃는다. 경찰이 도착했을 때, 배트맨은 손을 뻗고서 조커를 잡고 있었다.

## 주제와 분석
이 작품은 배트맨과 조커, 둘 사이의 관계를 탐구하여 심리적으로 "배트맨과 조커는 거울에 비친 서로의 이미지"라는 무어의 생각을 표현한다. 이야기는 조커와 배트맨이 삶을 뒤바꾸는 비극을 어떻게 받아들이는지에 대해서와 이것이 결국 현재의 삶과 대립으로 이어짐을 보여준다. 비평가 제프 클록은 "배트맨과 조커 모두 무작위적이고 비극적인 '운수 나쁜 하루'의 창조물입니다. 배트맨은 우연히 겪은 비극에서 의미를 얻는 데 일생을 보냈고, 조커는 삶의 부조리와 모든 무작위한 부당함을 반영합니다."라고 설명했다.
조커가 고든 국장에게 주는 고통은 "한 미치광이의 마음속 깊숙이 파묻혀 있는 무언가, 즉 미친 덩어리가 있다는 증거, 뛰쳐나오기에 적절한 때가 나타나기를 기다리는 것"을 의미한다. 그러나 조커와 달리 고든은 정신과 도덕성이 온전한 상태로 시련을 끝낸다. 이 작품은 배트맨 코믹스의 뿌리를 더욱 어둡게 되돌려 놓아 배트맨을 바라보는 모던 에이지의 시각을 바꾼 것으로도 유명하다. 그러나 이 코믹북은 더 깊이 파고들어 배트맨의 심리를 표현한다. 배트맨은 배트맨 자신의 방식에 있어서는 조커만큼이나 미친 존재이다. 조커의 농담은 이를 해석하여 배트맨과 조커는 서로 다른 관점으로 세상을 본다는 것을 알 수 있게 한다.
마지막 장면은 해석과 토론의 대상이다. 수년 동안 싸워온 배트맨과 조커는 모든 대립을 끝내고 실컷 웃게 된다는 견해가 있다. 만화가 그랜트 모리슨을 통해 알려진 또 다른 해석은 배트맨이 조커를 죽였고 그래서 제목이 《킬링 조크》라는 것이다. 앨런 무어는 "작품의 장점 중 하나라고 생각하는" 열린 결말을 인정했고 원본 대본은 그 이상의 정보를 제공하지 않는다.
조커는 믿을 수 없는 화자 역할을 한다. 그는 하나의 사건에 관해 서로 다른 기억을 가지고 있고 그로 인한 자신의 불확실성을 "가차없는 도심 속 폭력과 도덕적 허무주의를 향해 흐트러지는 세상"이라 말하며 강조하고 인정한다.("기억이 때론 이런 식이고 때론 저런 식이란 말야... 물론 나야 과거를 가질 거면, 여러 선택지가 있는 편이 좋지!")

## 다른 스토리 라인에 준 영향

### 오라클 이어 원: 본 오브 호프
1996년 존 오스트랜더와 킴 예일은 《배트맨 크로니클스》 #5에 등장한 〈오라클 이어 원: 본 오브 호프〉라는 이야기를 썼다. 이야기는 바바라의 관점에서 본 《킬링 조크》와 바바라가 부상에서 회복하고 오라클이 되는 일 같은 《킬링 조크》의 여파를 다루는 내용이다.

### 노 조크
2007년 제프 존스는 부스터 골드 시리즈에서 《킬링 조크》 사건을 다루는 〈노 조크〉를 썼다.
부스터 골드는 립 헌터의 힘으로 시간을 거슬러 올라가 조커로부터 바바라를 구하려 한다. 부스터는 조커가 기형인들을 데려오자마자 놀이공원에 도착했지만 기형인들에게 공격 받았다. 탈출에는 성공하지만 바바라를 구하기에는 너무 늦게 된다. 분노한 부스터는 총에 맞은 바바라의 사진을 찍는 조커를 붙잡고 공격한다. 그러나 조커는 싸움에서 우위를 점하고 부스터의 사진도 여러 장 찍는다. 립은 조커가 부스터를 죽이려고 하기 전에 그를 현재로 돌려보냈지만 부스터는 다시 과거로 보내줄 것을 요구한다. 부스터는 조커가 바바라의 하반신을 마비시키고 오라클이 되는 것이 운명임을 립이 알려주기 전까지 계속 실패한다. 부스터에게 바바라의 하반신 마비와 같은 고정된 특정 시점은 막거나 바꿀 수 없음을 보여려고 한 것이다. 이를 통해 립은 또 다른 고정된 시점인 부스터의 친구 테드 코드의 죽음을 막을 수 없음을 알려준다. 또한 이 이야기에서 배트맨이 바바라와 부스터의 사진을 보관하고 있었고 부스터가 어른이 될 때까지 기다렸다가 그를 만났음이 밝혀졌다. 배트맨은 조커를 막으려고 한 부스터에게 감사를 표하고 우정을 제의한다. 배트맨의 임시 후계자가 된 딕 그레이슨도 이 사실을 알게 되고 감사 인사를 전했다.

### 레이디스 나이트
2010년 작가 J. 마이클 스트러진스키와 아티스트 클리프 챙은 함께 원샷 스토리 〈레이디스 나이트〉(Ladies' Night)를 작업했고, 앤솔로지 시리즈 더 브레이브 앤 더 볼드(The Brave and the Bold)에 실었다. 〈레이디스 나이트〉는 《킬링 조크》 이전의 이야기로, 자타나가 바바라가 습격받는 예지몽을 꾸고  자타나와 원더우먼이 바바라에게 닥칠 위험을 막기 위해 고군분투하는 내용을 다룬다. 〈노 조크〉와 마찬가지로 바바라의 운명을 바꾸는 것은 불가능했다. 둘은 바바라를 구하고 싶었지만 그럴 수 없었고, 바바라가 다리를 쓸 수 있는 마지막 밤을 보내도록 했다. 또한 작품 내에서 원더우먼이 바바라 고든에게 영감을 주어서 코드명으로 오라클을 지었음이 드러난다.

### 뉴 52
DC 코믹스가 세계관을 리부트하자, 많은 배트맨 스토리가 역사에서 지워지거나 바뀌었지만 《킬링 조크》 당시 일어난 사건은 그대로 남아 있었다. 새로운 DC 유니버스의 바바라 고든은 3년 만에 하반신 마비를 극복했다. 이동 능력을 회복하고 1년이 지난 후, 배트걸로 활동을 재개했지만 바바라는 외상 후 스트레스 장애를 겪는다.
2015년 3월 13일 DC 코믹스는 조커 75주년 기념으로 여러 월간 시리즈에서 25개의 조커 테마 배리언트 커버를 출시했다. 그 중에는 아티스트 하파엘 아우부케르키(Rafael Albuquerque)가 《킬링 조크》를 오마주하여 그린 배트걸 #41 커버도 있었다. 표지에는 입가에 붉은 미소가 그려져 있고 눈물을 흘리는 배트걸 옆에 조커가 서 있는 모습이 그려져 있었다. 조커는 리볼버를 든 한 손을 배트걸의 어깨에 걸쳤고 다른 손으로 쏘려고 하는 손짓을 하며 바바라의 뺨을 가리키고 있었다. 현재 시리즈는 젊고, 더 낙관적인 방향을 가졌지만 표지에서는 캐릭터의 어두운 시기가 강조되어서, 더욱 비판받았다. 트위터와 텀블러에서 해시태그 #changethecover를 달고 DC의 바리언트 커버를 반대하는 수십 개의 게시물이 올라왔다. 결국 DC는 아우부케르키의 요청으로 표지 출판을 철회했으며 아우부케르키는 "제 의도는 제 예술로 누군가에게 상처를 주거나 마음 상하게 하려던 것이 아니였습니다. . . 그래서 전 DC에 바리언트 커버 철회를 요청했습니다."

## 다른 메체에서

### 영화

#### 실사 영화
- 팀 버튼은 《배트맨》이 《다크 나이트 리턴즈》와 《킬링 조크》에서 영향을 받았다고 말했다. 구체적으로는 조커의 기원이 《킬링 조크》의 영향을 받았다. 버튼은 "나는 코믹스 팬이 아니었지만 배트맨과 조커의 이미지는 항상 좋아했다. 내가 코믹스 팬이 된 적이 없었던 이유는 - 어렸을 때부터 시작되었다고 생각한다 - 어떤 칸을 읽어야 하는지 알 수 없어서였다. 난독증인지 뭔지 모르겠지만 그게 내가 《킬링 조크》를 좋아했던 이유이다. 처음으로 어느 칸을 읽어야 할지 알 수 있었다. 이건 내가 가장 좋아하고, 처음으로 사랑한 만화다. 그리고 그 그래픽 노블의 성공은 우리의 아이디어가 더 잘 받아들여질 수 있게 만들었다."라고 말했다.[22]
- 크리스토퍼 놀란 감독은 《킬링 조크》가 2008년 영화 《다크 나이트》의  스토리, 주제, 히스 레저의 조커 연기에 영향을 주었다고 밝혔다. 조커의 객관식 같은 애매모호한 과거와 자신의 기원에 대해 여러 가능성을 보여주는 신뢰할 수 없는 화자로서의 묘사, 그리고 비극과 오랜 고통을 겪고, 혹독한 정신적 상처를 얻으며 누구나 자신처럼 정신이 이상해지고 허무주의에 빠질 수 있다는 점을 증명하고자 하는 열망이 전반적인 영화의 서사에 걸쳐 있다. 이런 식의 영향을 받은 《다크 나이트》의 조커의 "광기란 건, 알다시피, 중력 같은 거야! 살짝 밀어 주기만 하면 되거든!"이란 대사에 제정신인 사람이라면 누구든, "운수 나쁜 하루"를 겪고 미쳐서 광기에 사로잡히게 된다는 《킬링 조크》의 조커의 생각이 반영되었음을 알 수 있다. 두 작품 모두, 조커는 사랑하는 사람들의 비극으로 인한 슬픔을 이용하여 배트맨의 동료 중 한 명을 타락시키려 한다. 《다크 나이트》의 조커는 《킬링 조크》의 조커와 달리 그들을 미치게 하는 데 성공한다. 레저는 연기에 참고하라고 《킬링 조크》 사본을 받았다고 인터뷰했다.[23]
- 각본가 겸 감독인 토드 필립스는 2019년에 개봉한 자신의 장편 영화 《조커》에서 조커가 스탠드업 코미디언으로서 실패한 경력과 하층 계급에서 발버둥치는 과거, 모호하고 복합적인 과거를 가진 사람에서 어두운 유머를 하는 사이코패스적이고 허무주의적인 정신 이상 범죄자로 변했다고 말했다. 이러한 서사와 주제는 《킬링 조크》에서 영감을 받았다.[24]

#### 애니메이션
- 《킬링 조크》는 DC 유니버스 애니메이션 오리지널 영화 《배트맨: 언더 더 레드 후드》 회상 장면에서 언급되었다. 레드 후드는 조커가 탄생한 화학 공장으로 배트맨을 유인한다. 그런 다음 조커가 자신이 누명을 썼다고 주장하며 도망치려 하다가 우연히 화학 물질에 빠져서 조커가 되는 장면이 플래시백으로 나온다. 조커에게 살해당하고 라스 알 굴에 의해 되살아난 영화의 빌런 제이슨 토드는 자신을 죽인 조커의 옛 신분을 알아내고 그 사건을 배트맨의 가장 큰 실패라고 부른다. 제이슨은 바바라를 불구로 만든 조커의 행위도 간접적으로 언급한다.[25]
- 애니메이션 영화 《배트맨: 킬링 조크》는 2016년 8월 2일 블루레이와 DVD로 출시되었으며 2016년 7월 25일과 26일에는 극장에서도 상영되었다. 샘 류가 감독을 맡았고 브루스 팀이 영화를 제작했다. 《배트맨: 애니메이션 시리즈》에서 호흡을 맞춘 케빈 콘로이, 마크 해밀, 타라 스트롱이 성우를 맡았고 레이 와이즈도 고든 경찰청장으로 돌아왔다.[26] 영화는 복합적이거나 부정적인 평가를 받았다.[27] 영화는 원작 코믹스의 줄거리를 따르지만, 조커에게 총을 맞고 난 이후 배트걸에서 은퇴하기로 결정한 바바라의 새로운 스토리가 다뤄졌다. 영화에는 비평가와 팬들 모두에게 많은 비판을 받은 배트맨과 배트걸의 짧은 성관계까지 있다.

### 텔레비전 시리즈
- 2002년 《버즈 오브 프레이》TV 시리즈의 파일럿 에피소드에서 조커가 쏜 총이 바바라의 척추에 맞아 하반신 마비를 얻게 되는 장면이 포함되어 있었다.
- 폭스의 TV 시리즈 《고담》(2014–19)에서 프로토-조커인 제롬 앤 제레미야 벌레스카 (둘 모두 [캐머런 모너헨]]이 연기)와 관련된 편은 《킬링 조크》에서 많은 영향을 받았다. 작품의 여러 장면, 주제, 대사도 코믹스에서 가져왔다. 그래픽 노블의 느낌이 가장 많이 드러나는 부분은 에피소드 "다크 나이트: 운수 나쁜 하루"이다. 이 에피소드는 "운수 나쁜 하루가 정신 온전한 인간을 미치광이로 만든다"는 조커의 신념에 초점을 맞추고 있다.[28]

### 비디오 게임
- 2013년 비디오 게임 《인저스티스: 갓즈 어몽 어스》의 다운로드 가능 콘텐츠 중 킬링 조크 팩에는 하와이안 복장, 레드 후드 복장, 모자와 긴 코트 스킨이 있는데, 이 세가지 스킨 모두 《킬링 조크》 내에서 조커가 입었던 의상이다.[29]
- 2011년 비디오 게임 《배트맨: 아캄 시티》에서 조커는 킬링 조크를 바탕으로 한 자신의 배경을 휴고 스트레인지에게 들려준다. 스트레인지가 조커의 이야기에 의문을 표하자, 조커는 그래픽 노블에서 나온 대사를 반복하면서 "여러 선택지"가 있는 자신의 기원 이야기를 좋아한다고 말한다.
- 2013년 프리퀄 비디오 게임 《배트맨: 아캄 오리진》은 여러 차례 킬링 조크를 언급한다. 배트맨이 카니발 테마 방에 들어오자 조커는 “나랑 악수하던 부동산 중개인의 표정을 봤어야 했어!”라고 말하며 폐업한 놀이공원에서 많은 것을 얻었다고 말한다. 이는 그래픽 노블 초반 조커가 폐업한 놀이공원의 주인을 살해하고 놀이공원을 차지하는 장면에 대한 이야기이다. 할린 퀸젤 박사와의 정신과 상담을 다룬 레벨은 엔지니어가 조커로 변하게 된 화학품 공장을 걸어가면서 조커를 레드 후드로 플레이할 수 있다. 또 다른 장면은 조커의 코미디를 혹평한 코미디 클럽의 손님들과 언쟁을 벌이는 장면이다. 게임 속 조커의 성우를 맡은 트로이 베이커는 그래픽 노블의 독백을 읊는다.[30]
- 2015년 비디오 게임 《배트맨: 아캄 나이트》에서 배트맨이 보는 환각 중 하나가 조커가 바바라 고든을 총으로 쏘는 순간이다.[31]

### 소설
소설가 크리스타 파우스트와 게리 필립스는 앨런 무어의 스토리를 각색한 소설을 썼고 2018년 9월 25일 타이탄 북스에서 출판되었다.

### 기타
2011년 3월에 출판된 코믹스 다크윙 덕 애뉴얼(Darkwing Duck Annual)의 두 표지 중 하나는 브라이언 볼런드가 그린 《킬링 조크》 표지의 오마주이다.

## 반응과 유산
《킬링 조크》 내의 사건들은 작품이 원샷 코믹스였는데도 진행중인 코믹스 스토리라인에 들어갔다. DC 코믹스는 원샷 코믹스 《배트걸 스페셜》 #1(1988년 7월)에서 배트걸을 공식적으로 은퇴시켰고, 바바라 고든은 《수어사이드 스쿼드》 시리즈에서 휠체어를 탄 컴퓨터 해커 오라클로 복귀했다. 이후 연재되는 스토리라인 《패밀리의 죽음》에서 조커가 로빈 (제이슨 토드)을 죽인다. 킬링 조크와 패밀리의 죽음은 배트맨이 조커에게 개인적인 집착을 하게 만든다. 이후 배트걸 자리는 후계자 카산드라 케인과 스테파니 브라운에게 넘어간다. 2011년 DC 코믹스가 "뉴 52"로 모든 타이틀을 리런치하게 되었는데, 뉴 52에서는 바바라가 3년 동안만 휠체어 신세를 한 것으로 설정이 재정립되었고 바바라가 최초의 배트걸이자 유일한 배트걸로 돌아오게 되었다.
《킬링 조크》는 1989년 아이스너상에서 최우수 그래픽 앨범 부문을 받았고 앨런 무어는 최우수 작가 부문을 수상했다. 〈IGN〉의 힐러리 골드스틴은 《킬링 조크》를 "지금까지 중 가장 위대한 조커 스토리"라고 칭하며 "무어의 리드미컬한 대사와 볼랜드의 유기적인 작화는 모방되는 경우가 종종 있는데, 둘은 절대 그와 같지 않은 독특한 이야기를 만들어낸다"고 덧붙였다. IGN은 《킬링 조크》를 《다크 나이트 리턴즈》와 《배트맨: 이어 원》에 이어서 세 번째로 뛰어난 배트맨 그래픽 노블이라고 칭했다. 〈팝 신디케이트〉의 제임스 도널리는 "20세기 최고의 만화 중 하나"라고 불렀다. 코믹믹스의 밴 젠슨은 "[《킬링 조크》를 읽을 때마다] 앨런 무어와 브라이언 볼런드가 어떻게 이러한 강렬함, 맹렬함, 인간미를 어떻게 페이지 안에 담았는지 다시 한 번 놀라게 된다."라고 말했다. 배트맨의 B.L. 울드리지는 코믹스에서 "전성기 무어의 실력과 화가 브라이언 볼런드의 경외심을 불러일으키는 작화가 담긴 놀라운 이야기"라고 평했다. 만화가 로버트 그린버거와 매슈 K. 매닝은 "역사상 가장 완성도 높은 조커 스토리"라고 표현한다. 매닝은 《킬링 조크》를 두고 "고담시 역사상 가장 강력하고 충격적인 이야기 중 하나"라고도 불렀다.
〈Den of Geek〉의 셉 패트릭은 이 작품을 "가장 존경받고 영향력 있는 '배트맨' 스토리 중 하나이자 명실상부한 최고의 조커 스토리"라고 말했지만 "《왓치맨》, 《브이 포 벤데타》, 《젠틀맨 리그》같은 [앨런 무어의] 진정한 명작까지의 수준은 아니다"라고 덧붙였다.

### 제작자의 평가
무어는 2000년 인터뷰 외에도 다른 곳에서 작품에 대해 다음과 같이 비판했다. "저는 그것이 아주 좋은 책이라고 생각하지는 않습니다. 아주 재미있는 이야기도 아닙니다." 이후 그 비평에 자격을 부여하면서 무어는 다음과 같이 작품을 요약했다. "저는 핵심만 만들었어요... 배트맨과 조커 사이의 수많은 공통점. 그것이 《킬링 조크》의 핵심입니다." 2003년에 그는 뒤늦게 그렇게 생각한 이유를 설명했다.
"《킬링 조크》는 배트맨과 조커에 대한 이야기입니다. 배트맨과 조커는 지금까지 살았던 어떤 인간과도 같지 않기 때문에 현실에서 마주할 일은 없을 겁니다. 그래서 중요한 인적 정보가 전달되지 않습니다. . . 네, 그것은 서툴고, 그릇되고, 진정한 인간적인 중요성이 없다고 생각했습니다. 어떻게 봐도 현실과 아무 관련 없는 라이선스가 있는 DC 캐릭터 몇 명에 불과했습니다."

볼런드는 2008년에 무어의 평가에 대해 다음과 같이 자신의 생각을 밝혔다.
"《킬링 조크》는 앨런이 앞장서서 주도한 프로젝트도, 제가 아는 선에서 그가 남달리 애정을 가진 작품도 아니였으며, 그의 걸작 목록에 빠지지 않고 등장하는 작품도 아니에요. 그래도 저는 앨런이 스토리를 써 주기로 해서 기뻤습니다."

2004년에 무어는 《위저드》와의 인터뷰에서 자신이 바바라 고든을 불구로 만들기로 한 것에 대해서도 비판적인 자세를 가졌다. "저는 당시에는 배트걸이었던 바바라 고든을 불구로 만드는 것에 문제가 있는지 DC에게 물어봤습니다. 편집자였던 렌 윈에게 말했던 것으로 기억합니다... [그는] '그래, 알았어, 그 년을 불구로 만들지'라고 답했죠. 그들은 저를 막았어야 했지만 그러지 않았습니다."
트레이드 페이퍼백 《DC 유니버스: 앨런 무어의 이야기》(DC Universe: The Stories of Alan Moore)의 도입부에서 브라이언 볼런드는 킬링 조크가 《배트맨》의 연간 스토리로 시작하여 프레스티지 형식이 되었다는 이야기에 반박했다. 볼런드는 조커에 초점을 맞춘 단편 《배트맨》 스토리(배트맨은 부수적인 인물에 더 가깝다)에 대한 아이디어는 자신의 것이었다고 말했다. 볼런드는 1984년에 딕 지오다노가 자신이 원하는 DC 프로젝트를 할 수 있게 해준다 말했고 이에 무어를 작가로 하여 배트맨과 조커를 주인공으로 한 코믹스의 제작 요청을 했다고 밝혔다. 또한 볼런드는 최종 출판본에 불만을 보였는데, 마감 일정이 임박해서 직접 그림을 채색할 수 없었던 점이 아쉬웠다고 한다.(채색은 존 히긴스가 맡았다.). 볼런드는 "최종 본은 제가 바라던 것과는 달랐어요. 저는 그것이 앨런의 최고작 중 하나는 아니라 생각합니다." 2008년 3월 볼런드가 원했던 그대로의 그림이 있는 책이 출판되었다. 《킬링 조크》의 20주년 기념 하드커버 에디션은 볼런드가 완전히 새롭게 채색했다. 이 책은 2009년 5월 뉴욕 타임스 베스트 셀러 목록에 선정되었다.

### 다른 조커 스토리와의 영향
비평가 마크 보글러는 《킬링 조크》는 조커와 "그의 가장 흉악한 범죄 행각과 함께 동정어린 뒷이야기를 보여줬다"고 썼다. 무어가 만든 조커의 기원은 1951년에 나온 "레드 후드를 걸친 사나이"(The Man Behind the Red Hood 디텍티브 코믹스 #168)의 조커가 원래는 레드 후드라는 도둑이었다는 설정을 참고했다. 조커로서의 야만스러운 범죄와 비극적이고 인간적인 특징이 어우러져 조커는 보다 입체적인 인물로 묘사되었다. 무어는 《샐론》과의 인터뷰에서 조커는 인생에서 "잘못된 결정"을 하면서 정신병적인 성격이 생겨난 것일 수도 있다고 설명했다.
《킬링 조크》에서의 조커의 배경은 2004의 "푸시 백"("Pushback")에도 참고되었다.(《배트맨: 고담 나이츠》 # 50-55, 《배트맨: 허쉬 리턴스》 # 66과 함께 재판됨) 범죄자들은 "잭"이라고 불리던 사고가 나기 전의 조커를 협박하여 말을 잘 듣게 하려고 임신한 조커의 아내를 납치하여 살해한 것을 본 리들러는 이 사건을 기록한다. 그리고 리들러는 이를 회상한다.

### 페미니즘적 비평
많은 사람들은 이 작품이 조커가 바바라 고든을 강간한 것을 암시한다고 주장한다. 작품을 향한 페미니즘적인 비평은 바바라 고든에 대한 처우를 비판하는 것이었다. 작가 브라이언 크로닌은 "[많은] 독자들이 바바라 고든에게 했던 폭력이 지나치다 느꼈고, 무어조차 그에 대해 불편함을 보인 적이 있다"고 지적한다. 작가 샤론 패커는 다음과 같이 썼다. "페미니스트 비평가들이 [고든에게 일어난] 그 일에 과민 반응한다 느끼시는 분들은 원문을 보시는 것이 좋겠네요... 무어의 《킬링 조크》는 가학적입니다. 조커는 경찰 청장인 바바라 고든의 아버지를 묶고 재갈을 물리고 바바라 고든을 습격하여 찍은 사진들을 보여줍니다. 그녀는 평범한 장애인 그 이상입니다." 게일 시몬은 "살해당하고, 다치고, 무력화된 주요 여성 캐릭터" 목록에 바바라 고든의 하반신 마비를 넣었다. 시몬은 1994년 《그린 랜턴》 스토리에서 주인공이 여자 친구의 토막난 시신을 냉장고 속에서 발견하는 장면에서 이름을 따서 "냉장고 속의 여인"을 명명했다. 작가 제프리 A. 브라운이 만든 DC나 마블 같은 주요 코믹스 출판사에서 "[여성 캐릭터가] 상대적으로 불평등한 폭력을 당하는" 사례 중 하나로 든 작품이 《킬링 조크》이다. 브라운은 남성 캐릭터는 중상을 입거나 사망해도 다시 회복될 가능성이 높은데 "여성 캐릭터는 그 반대이다. 바바라 고든(초대 배트걸)의 척추가 재미로 조커에게 산산조각난 이후로 바바라 고든은 지금까지 10년 넘게 휠체어에 묶여 있다. 이처럼 부상을 이 더 가벼워도 다시 회복되지 않을 때가 있다."라고 썼다.

## 재판
《킬링 조크》는 2006년에 출판된 트레이드 페이퍼백 컬렉션 DC 유니버스: 앨런 무어의 이야기에 수록되어있다.
원작 코믹스 그래픽 노블의 판본은 여러가지이다. 표지의 제목 색상은 판본마다 다르다.
2008년 3월에 브라이언 볼런드가 다시 채색한 디럭스 하드커버 버전이 출판되었다. 새로 채색한 버전은  히긴스가 채색한 버전과 대조되는 특징을 가진 흑백 플래시백이 있다. 레드 후드 헬멧이 나오기 전까지 패널당 한두 개의 물건이 분홍색이나 빨간색으로 되어있는 것도 이전과의 차이점이다. 볼런드는 배트맨의 가슴에 있는 박쥐 심볼 주위의 노란색 타원도 제거했다. 또한 볼런드의 "선량한 사람"(원래는 《배트맨: 블랙 앤 화이트》로 출판됨)의 채색 버전과 팀 세일의 소개, 볼런드의 후기도 수록되어 있다. 〈코믹믹스〉의 밴 젠슨은 "새로운 채색 덕에 작품은 더 진보되었고 원본에는 없는 섬세함과 으스스함을 전해진다"라고 말했다. 〈팝 신디케이트〉의 제임스 도널리는 원본이 "볼런이 새로 채색하면서 더 좋아졌다"고 말했다. 도넬리는 "시대를 더욱 초월한 퀄리티를 가지게 만들었다"라고 말했다. 〈Den of Geek〉의 셉 패트릭은 새 플래시백에 "굉장하네"라며 괜찮은 반응을 보였으나 "[다른] 변경 사항 중 일부는 그 의미가 덜한 것 같다. 이 책은 1980년대에 출판된 것으로 보이지 않고 너무 현대적인 느낌을 보여준다."라고 논평했다.
2018년에는 30주년 기념 에디션이 출판되었다.